# Villaldemiro
Villaldemiro község Spanyolországban, Burgos tartományban. Villaldemiro Celada del Camino, Pampliega, Villaquirán de los Infantes, Los Balbases és Tamarón községekkel határos. Lakosainak száma 91 fő (2024).

## Népesség
A település népessége az utóbbi években az alábbiak szerint változott:
| Lakosok száma | 80   | 70   | 68   | 74   | 75   | 69   | 73   | 94   | 99   | 91   |
|               | 2001 | 2004 | 2006 | 2009 | 2011 | 2014 | 2016 | 2019 | 2021 | 2024 |